# Rebelia o whisky

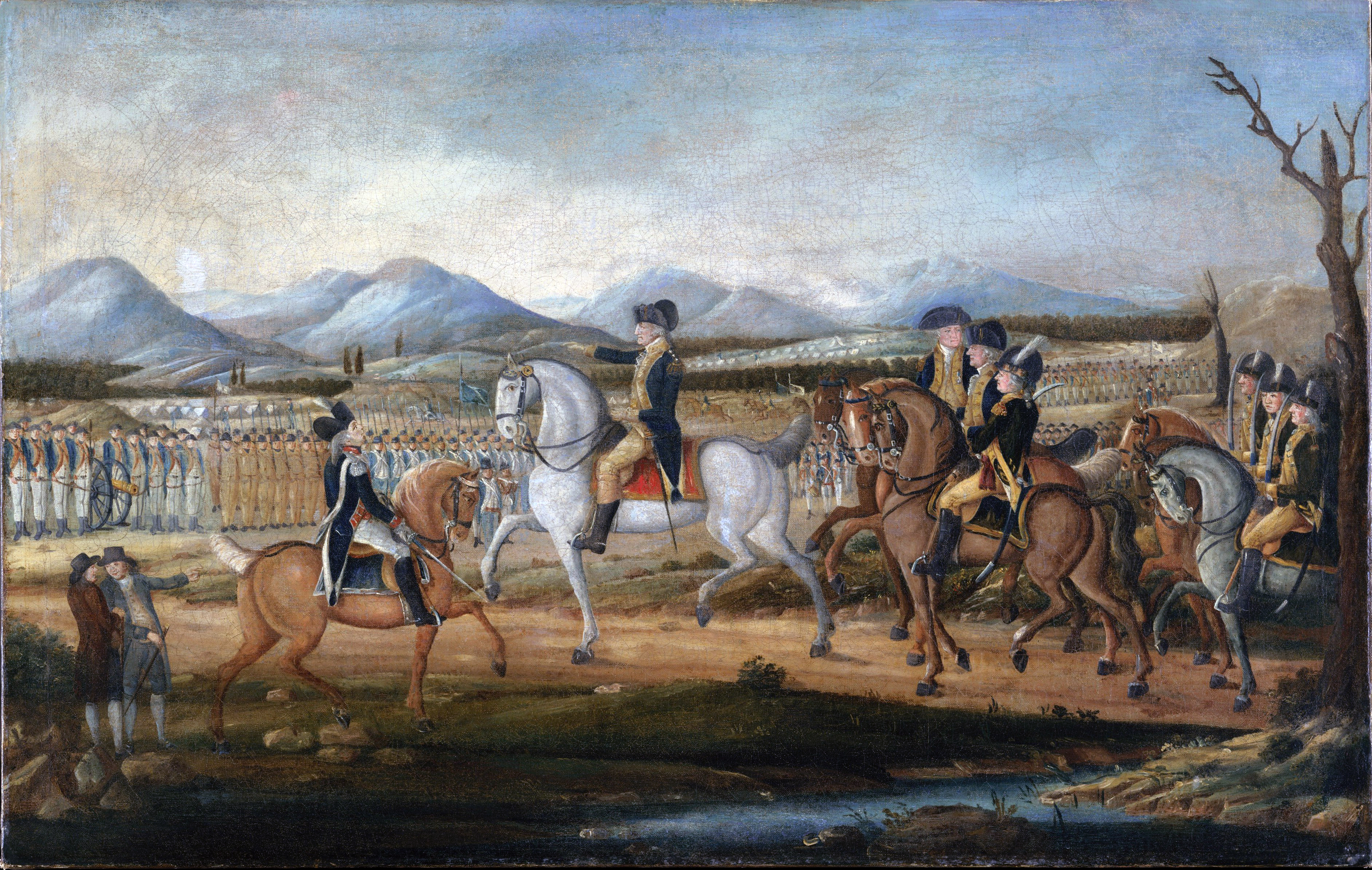
Waszyngton prowadzi wojsko do zachodniej Pensylwanii (Metropolitan Museum of Art)

Rebelia o whisky, także Wódczana rebelia, ang. Whiskey Rebellion (mniej powszechnie Whiskey Insurrection) – zbrojne rozruchy, które wybuchły w 1794 w Pensylwanii przeciw podatkowi akcyzowemu nałożonemu na produkowaną w Stanach Zjednoczonych whiskey, po wprowadzeniu go przez Alexandra Hamiltona, sekretarza skarbu w gabinecie Jerzego Waszyngtona.

## Wprowadzenie podatku
Wojna o niepodległość zakończona w 1783 roku pozostawiła po sobie długi zaciągnięte przez Kongres Kontynentalny. Hamilton uważał, że długi te należy spłacić i przekonał Kongres do zatwierdzenia podatków od pędzonej przez mieszkańców Stanów Zjednoczonych whiskey, które miały pokryć długi Kongresu. Wprowadzenie podatku usprawiedliwiał tym, iż podatek miał być „bardziej miarą dyscypliny społecznej niż przychodem skarbowym”. Uważał także, że „nałożony podatek wzmocni siłę rządu federalnego”, który właśnie wzmacniał się po uchwaleniu w 1789 roku konstytucji amerykańskiej.
Podatek był skonstruowany w taki sposób, że mali producenci mieli płacić go od galona (3,785 litra) wyprodukowanego alkoholu, podczas gdy producenci masowi po przekroczeniu pewnej wielkości produkcji mogli uzyskać stałą, płaską stawkę od całości. Takie ustawienie stawek powodowało uderzenie w małych producentów (dostawców tzw. moonshine – księżycówki).
Ze względu na duże odległości pomiędzy osadami, drobni producenci rolni traktowali destylowanie alkoholu jako formę konserwowania zbieranego ziarna. Osadnicy z zachodnich stanów nie mieli gotówki do opłacenia, poza tym traktowali produkowany przez siebie alkohol jako środek barterowy, za który kupowali inne dobra potrzebne do funkcjonowania farm. Biedni farmerzy osiedlający się na zachodniej granicy Stanów Zjednoczonych, zwani cohee, sprzeciwiali się nowemu podatkowi od momentu jego wprowadzenia. Uważali go za niesprawiedliwy i dyskryminujący, zwłaszcza, że tradycyjnie od lat z nadmiaru wyhodowanego ziarna destylowali whiskey. Podatek dodatkowo obciążał dostawców alkoholu, którzy odbierali go od położonych daleko od dużych siedzib ludzkich farm i osad, co zwiększało grupę dotkniętych akcyzą.

## Zbrojne rozruchy

### Wybuch buntu
Mieszkańcy hrabstw na zachodniej granicy USA zaczęli się organizować i protestować przeciwko działaniom federalnych poborców podatkowych. Protestujących nazywano „Whiskey Boys”. Ich działalność objęła Maryland, Wirginię, Karolinę Północną i Południową oraz Georgię. Działania stawały się coraz gwałtowniejsze i latem 1794 napięcie sięgnęło zenitu. Pierwsze strzały padły niedaleko gospodarstwa Olivera Millera w okolicach dzisiejszego South Park w Pensylwanii. Informacja o tych wydarzeniach szybko obiegła zachodnią granicę i jej rezultatem była seria niezorganizowanych ataków na instytucje federalne i stanowe. Rabowano agencje pocztowe, przerywano posiedzenia sądu, a nawet próbowano szturmować Pittsburgh. Jedna z grup buntowników, przebrana za kobiety, zaatakowała poborcę podatkowego, ostrzygła go, wytarzała w smole i pierzu oraz ukradła jego konia.
Buntownicy prezentowali swoją działalność jako przedłużenie działań Synów Wolności i słuszność swojego protestu argumentowali niedawnym oporem wobec opłaty stemplowej. W swoich publikacjach nawiązywali także do francuskich jakobinów, a na drodze niedaleko Pittsburgha wybudowali nawet udawaną gilotynę, która była znakiem, że każdy urzędnik federalny próbujący egzekwować niesłuszne prawo, może na nią trafić.

### Stłumienie
Prezydent Waszyngton i sekretarz Hamilton postanowili bronić autorytetu władzy federalnej. W tym celu prezydent powołał marszałków federalnych mających wykonać wyroki sądu nakazujące protestującym stawienie się przed sądem federalnym właściwym dla ich okręgu. 7 sierpnia 1794, Waszyngton odwołując się do praw stanu wojennego powołał pod broń milicje stanów objętych rewoltą. Waszyngton, Hamilton i Henry „Light Horse Harry” Lee mieli do dyspozycji w sumie 12950 uzbrojonych ludzi, zgromadzonych w obozie w Harrisbourgu, z którymi wymaszerowali w październiku do zachodniej Pensylwanii do miejsca, które obecnie nazywa się Monongahela.
Jednak mimo zaangażowania tak dużych sił rezultatem akcji było aresztowanie zaledwie kilkunastu rebeliantów (ok. 20), wśród nich sędziego Roberta Philsona i radykalnego działacza religijnego Hermana Husbanda. Waszyngton ułaskawił Philsona, jednak Husband zmarł przed ułaskawieniem. Do końca października skazano również kilkanaście osób na kary grzywny wynoszące od 5 do 15 szylingów.

### Tom the Tinker
Rzekome kierownictwo rebelii objął „Tom the Tinker”, któremu przypisywano również autorstwo listów (przybijanych na drzewach i podpisywanych tym imieniem) na temat słuszności oporu wobec podatku federalnego. To on miał również zachęcać do utrudniania ściągania tego podatku przez urzędników. Od jego imienia część zorganizowanych grup buntowników nazywała siebie „Tom the Tinker's Men”. Niestety nie ustalono kto w rzeczywistości krył się pod tym pseudonimem. Podejrzewano, że mógł być to John Holcroft, weteran wcześniejszej, również związanej z oporem przeciwko podatkom, rebelii Shaya (1783). Niektórzy badacze sądzą, że był jedynie personifikacją pewnej grupy aspirującej do przywództwa Rebelii Whiskey.

## Konsekwencje
Whiskey Rebellion była pierwszymi rozruchami, w których rząd federalny, opierający swą władzę na nowej Konstytucji USA, użył siły zbrojnej. Był jednocześnie pierwszym z dwóch przypadków, w których urzędujący Prezydent osobiście dowodził armią.
Bunt spowodował, że drobni wytwórcy alkoholu z Kentucky i Tennessee (stany te przyłączyły się do Unii później) mogli występować z innej pozycji wobec rządu federalnego. Pozostawali również wystarczająco długo poza jego zasięgiem, że destylowana przez nich z ziaren kukurydzy whiskey, wkrótce stała się popularnym w USA rodzajem tego trunku zwanym Burbonem.
Pośrednio bunt spowodował także rozpad wśród Federalistów i doprowadził do powstania kierowanej przez Jeffersona partii Demokratycznych Republikanów. Jedną z przyczyn rezygnacji Jeffersona ze stanowiska Sekretarza stanu w gabinecie Prezydenta Waszyngtona był protest wobec wprowadzenia podatku od produkcji whiskey. Uważał on także, że użycie siły przez rząd federalny było niepotrzebne.
Akcyza na whiskey została zniesiona w 1803 roku. Nigdy jednak podatek ten nie przyniósł budżetowi federalnemu zakładanych kwot.